# Heures d'Engelbert de Nassau
Les Heures d'Engelbert de Nassau sont un livre d'heures manuscrit enluminé exécuté en Flandre, au milieu des années 1470 puis au début des années 1480, par le Maître viennois de Marie de Bourgogne. Le nom du premier commanditaire suscite toujours des controverses. Engelbert II de Nassau, qui a possédé l'ouvrage et l'a fait compléter, lui a donné son nom. Le manuscrit est conservé à la bibliothèque Bodléienne d'Oxford.

## Historique
L'ouvrage est calligraphié par le copiste gantois Nicolas Spierinc. Il date du milieu des années 1470, par comparaison avec d'autres œuvres attribuées au Maître viennois de Marie de Bourgogne. En effet, il présente des miniatures plus élaborées que le « livre de prières de Charles le Téméraire » (Getty Museum, Ms.37) ou l'« Histoire d'Alexandre » de Quintius Curtius (BNF, Fr.22547), tous deux achevés vers 1470-1472. À l'inverse, plusieurs de ses miniatures ont inspiré les « Heures Voustre Demeure », datées de 1475-1480. Il est complété dans un second temps - peut-être au début des années 1480 - de marges illusionnistes décorées de fleurs et d'insectes sur des fonds colorés ou dorés. Ce type de bordures se rencontre dans d'autres manuscrits contemporains, tel le « Livre d'heures de Marie de Bourgogne et de Maximilien » (Kupferstichkabinett Berlin, Ms.78 B 12).

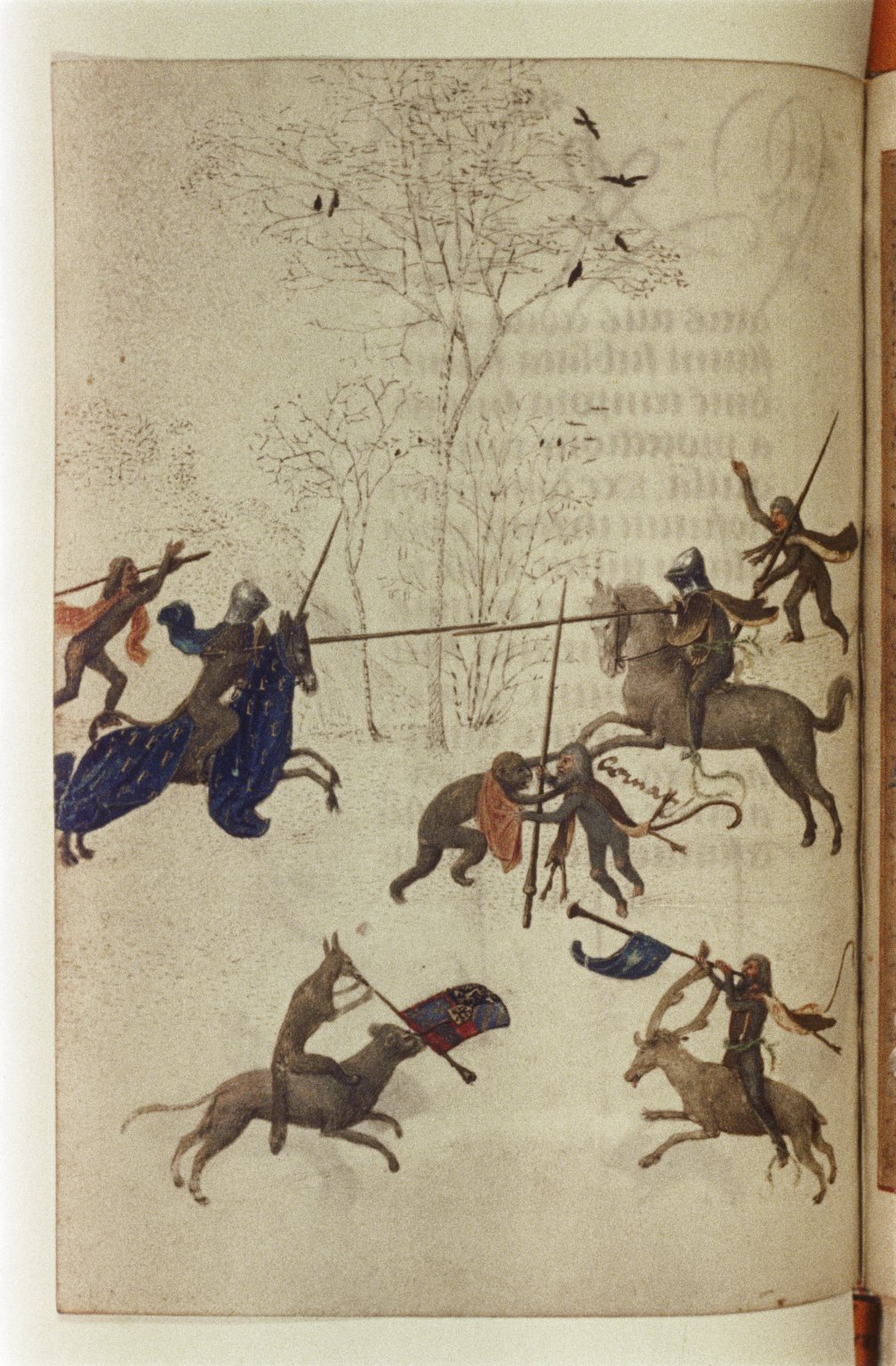
Scène de joute, f.132v.

L'identification du premier commanditaire reste difficile car les armes primitives ont été repeintes. L'iconographie du livre porte la marque d'un militaire vu l'accent mis sur les personnages de saint Sébastien, de saint Christophe et de David guerrier. Elle exalte les valeurs de la chevalerie, comme il était d'usage à la cour de Bourgogne. Selon une hypothèse, les armes originales subsisteraient sur le collier de trois chiens représentés en marge des folios f.50v., 53 et 56. Ann van Buren a proposé de les identifier comme celles de la famille Bollioud de Saint-Julien, originaire de Picardie. Toutefois cette proposition reste contestée, notamment par J.J.G. Alexander. Le manuscrit aurait ensuite été acquis par Engelbert II de Nassau, comte de Nassau-Breda, qui, dans les années 1480, y aurait fait ajouter ses armes et sa devise « Ce sera moy » et peindre de nouvelles bordures. Pour d'autres historiens, Engelbert serait le seul destinataire de l'ouvrage, voire son commanditaire : la licorne, représentée sur la scène de joute (f.132v.), est couverte d'un caparaçon décoré de la lettre « e ». Cependant le calendrier, dont l'usage s'apparente aux livres d'heures parisiens de l'époque, offre peu de liens avec Engelbert.
Le manuscrit est ensuite offert à Philippe Ier le Beau, dont les armoiries sont repeintes sur la plupart des pages, entourées du collier de l'ordre de la Toison d'or. Puis sa trace se perd jusqu'à la seconde moitié du XVIIIe siècle, où il apparaît en France. Depuis 1767 au moins, il appartient à Charles-Adrien Picard. En 1780, il passe aux mains de la famille Paris. En 1791, il est vendu à Londres à Henry Pelham-Clinton, duc de Newcastle. Puis il est acquis par Francis Douce qui le lègue en 1834, avec l'ensemble de ses collections, à la bibliothèque Bodléienne d'Oxford .

## Description

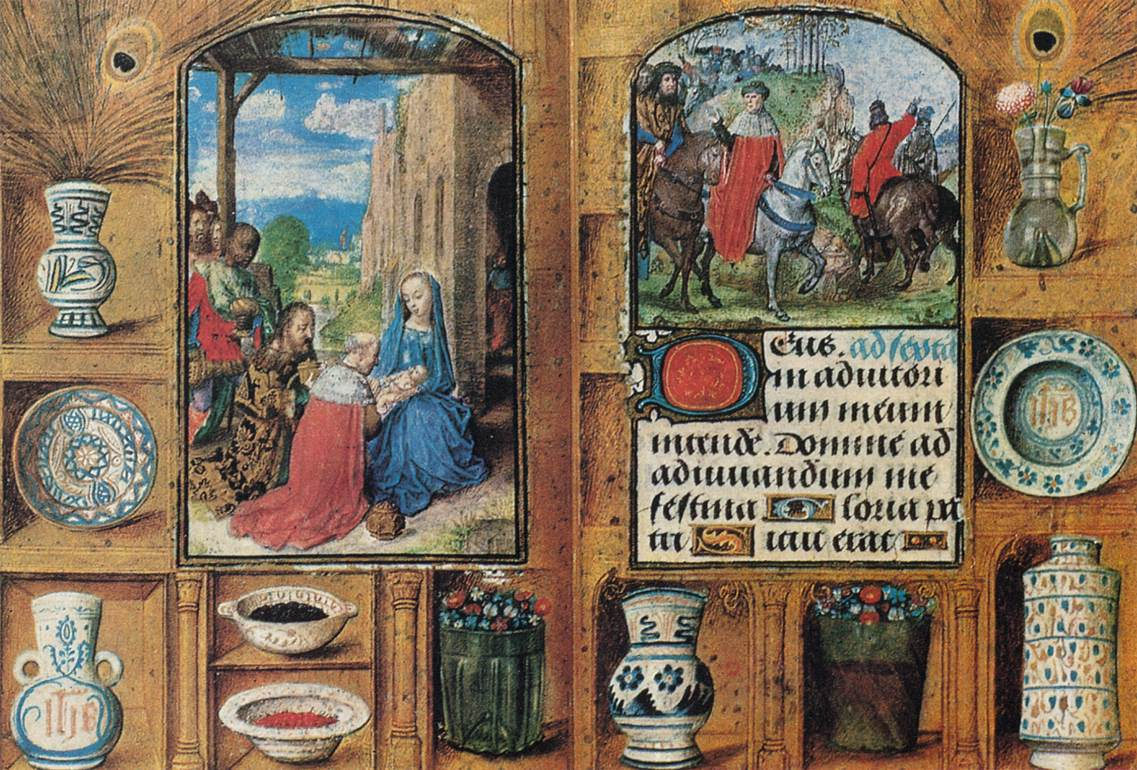
Les rois mages, f.145v-146r.

Le livre d'heures est rédigé à l'usage dominicain. Probablement composé d'un seul volume à l'origine, il en comporte deux depuis son changement de reliure à la fin du XVIIIe siècle. Il contient 7 miniatures à pleine page et 31 miniatures sur une demi-page, réparties en trois grands cycles : la Passion (8 miniatures), la vie de la Vierge (16) et le roi David (7). De nombreuses scènes marginales mettent en scène un tournoi ou une chasse. Une joute se déploie sur une pleine page (f.132v.).
L'ouvrage offre une illustration très ambitieuse, où l'artiste fait preuve d'une grande originalité pour son époque. Par sa maîtrise de la perspective, il parvient à représenter des espaces étendus de manière convaincante. Mais il traite aussi certaines scènes intimes avec une grande acuité psychologique.